# Alin Alexuc-Ciurariu
Alin Alexuc-Ciurariu (Botoșani, 3 de febrero de 1990) es un deportista rumano que compite en lucha grecorromana.
Ganó una medalla de bronce en el Campeonato Mundial de Lucha de 2022 y tres medallas en el Campeonato Europeo de Lucha entre los años 2018 y 2020.
Participó en tres Juegos Olímpicos de Verano, entre los años 2012 y 2020, ocupando el quinto lugar en Río de Janeiro 2016, en la categoría de 98 kg.

## Palmarés internacional
| Campeonato Mundial | Campeonato Mundial | Campeonato Mundial | Campeonato Mundial |
| Año                | Lugar              | Medalla            | Categoría          |
| ------------------ | ------------------ | ------------------ | ------------------ |
| 2022               | Belgrado (Serbia)  | Medalla de bronce  | 130 kg             |
| Campeonato Europeo |                    |                    |                    |
| Año                | Lugar              | Medalla            | Categoría          |
| 2018               | Kaspisk (Rusia)    | Medalla de bronce  | 130 kg             |
| 2019               | Bucarest (Rumania) | Medalla de bronce  | 130 kg             |
| 2020               | Roma (Italia)      | Medalla de oro     | 130 kg             |